# Artemisia aschurbajewii
Artemisia aschurbajewii — вид квіткових рослин з родини айстрових (Asteraceae). Поширення: Казахстан, Киргизстан, Таджикистан, Узбекистан, західний і північно-центральний Китай. Населяє пустелі або субальпійські степи, кам'янисті пагорби.

## Біоморфологічна характеристика
Це багаторічна трав'яниста рослина заввишки 20–40(50) см, запушена. Стебел кілька, зазвичай не розгалужені. Прикореневе та середнє стеблове листя на ніжці 8–12 мм; листова пластинка майже куляста або округло-ниркоподібна, 1–2.5(3.5) × 1–2(3) см, 2-перисторозсічена; сегменти 3–5 пар, 3-долькові; часточки ланцетні, 5–10 × 2–4 мм, край пилчастий, рідко цілокраї, верхівка тупа. Найбільш верхнє листя та листоподібні приквітки 3-лопатеві; частки лінійні або лінійно-ланцетні. Синцвіття — китицеподібна волоть, компактна біля верхівки та нещільна біля основи. Квіткові голови коротко ніжкові, вигнуті. Обгортка куляста або майже куляста, 5–7 мм у діаметрі. Крайових жіночих квіточок 10–15; віночок вузькоконічний або трубчастий, 2- або 3-зубчастий. Дискових квіточок 40–60, двостатеві. Сім'янка еліпсоїдної форми. Цвітіння та плодіння: липень — жовтень.